# Апел към македонците в България
„Апелът към македонците в България“ е обръщение на 29 дейци на БРП (к), бивши активисти на ВМРО (обединена) и ВМРО (протогеровисти), към Македонските емигрантски организации в България, публикувано в средата на септември 1944 година в София, България. В него подписалите се придържат към идеите, прокламирани от резолюцията на Коминтерна по македонския въпрос от 1934 година, в която се прокарва тезата за съществуване на самостоятелна македонска нация. В апела се подкрепя АСНОМ, като се апелира за създаването на Социалистическа Република Македония в бъдеща Социалистическа Федеративна Република Югославия. Изразява се и солидарност с новата власт на Отечествения фронт в България. Изтъква се, че „Македонската емиграция в България водеше упорита и кървава борба в своите редици срещу агентите на фашистката завоевателна политика“ и като основна задача е поставено прочистването на емигрантските организации от „фашистките“ им ръководства.
Установилата се след Деветосептемврийския преврат ОФ власт, скоро след това започва да реорганизира и/или закрива съществувалите дотогава македонобългарски патриотични организации като Съюза на македонските емигрантски организации, Македонския научен институт, Илинденската организация, Македонския женски съюз и Съюза на македонските младежки организации. Съдбата на подписалите Апела е различна. Част от тях скоро след това заемат високи обществени и политически постове в двете държави, а други са репресирани или изолирани от политическия живот.

## Подписали
| Номер | Име                  | Номер | Име                 |
| ----- | -------------------- | ----- | ------------------- |
| 1     | Павел Шатев          | 15    | Георги Динишев      |
| 2     | Божин Димитров       | 16    | Георги Деспотов     |
| 3     | Иван Попйорданов     | 17    | Ангел Динев         |
| 4     | Любен Манолов        | 18    | Кръстьо Гермов      |
| 5     | Христо Калайджиев    | 19    | Филип Поптодоров    |
| 6     | Георги Саракинов     | 20    | Димитър Халваджиев  |
| 7     | Александър Мартулков | 21    | Иван Палейков       |
| 8     | Лазар Поповски       | 22    | Никола Константинов |
| 9     | Христо Далкалъчев    | 23    | Лазар Божинов       |
| 10    | Христо Тенчев        | 24    | Гоце Гърков         |
| 11    | Петър Шанданов       | 25    | Васил Христов       |
| 12    | Пецо Трайков         | 26    | Борис Михов         |
| 13    | Лазар Ашлаков        | 27    | Туше Влахов         |
| 14    | Туше Делииванов      | 28    | Стефан Нанов        |
|       |                      | 29    | Михаил Герджиков    |